# セイ!ヤング
『セイ!ヤング』は1969年から1994年に掛けて、文化放送で放送した深夜ラジオ番組。

## 『セイ!ヤング』（1969年 - 1981年）
1969年6月3日より放送開始。放送時間は月曜 - 土曜深夜 → 月曜 - 金曜深夜 24:30 - 27:00（0:30 - 3:00）。1978年4月から、月曜 - 金曜深夜 25:00 - 27:00（1:00 - 3:00）に変更した。
生放送で、パーソナリティのトークと聴取者からの葉書、リクエスト音楽によって構成された。
若き日の土居まさる、みのもんた、橋本テツヤ、落合恵子、吉田照美といった歴代の文化放送の人気アナウンサーを筆頭に1970年代後半は当時の人気アイドルである郷ひろみなどをパーソナリティに起用したり、東京へ本格進出する以前に地方（特に大阪、名古屋地区）の深夜放送での人気を背景に笑福亭鶴瓶、兵藤ゆきを起用するなど、バラエティ豊かなパーソナリティ陣を擁し、同時間帯に放送した『オールナイトニッポン』（ニッポン放送）、『パック・イン・ミュージック』（TBSラジオ）と並び、深夜放送の全盛期を支え、「深夜放送 御三家」と呼ばれた。パーソナリティはアイドル的 人気を誇り、土居まさる、橋本テツヤは深夜放送の人気を背景にテレビ司会者に転向して、成功した。
末期は放送時間を30分 縮小して、完全に『オールナイトニッポン』と『パックインミュージック』の裏番組となった。

### 歴代パーソナリティ
| 期間    | 期間    | 月曜日         | 火曜日                             | 水曜日              | 木曜日                                            | 金曜日              | 土曜日       |
| ------- | ------- | -------------- | ---------------------------------- | ------------------- | ------------------------------------------------- | ------------------- | ------------ |
| 1969.4  | 1969.12 | みのもんた     | 橋本テツヤ                         | なかにし礼          | 小島まこと                                        | 土居まさる          | 金原亭桂太   |
| 1970.1  | 1970.3  | みのもんた     | 橋本テツヤ                         | なかにし礼          | 加藤諦三                                          | 土居まさる          | 桂竜也       |
| 1970.4  | 1970.9  | みのもんた     | はしだのりひこ                     | 桂竜也              | 加藤諦三                                          | 土居まさる          | 橋本テツヤ   |
| 1970.10 | 1971.9  | 土居まさる     | はしだのりひこ                     | みのもんた          | かまやつひろし                                    | 落合恵子            | 加藤諦三     |
| 1971.10 | 1972.9  | 土居まさる     | かまやつひろし はしだのりひこ      | みのもんた          | 野末陳平                                          | 落合恵子            | 加藤諦三     |
| 1972.10 | 1973.3  | 土居まさる     | 谷村新司 ↓ 谷村新司 ばんばひろふみ | せんだみつお        | みのもんた                                        | 落合恵子            | 黒沢順一     |
| 1973.4  | 1973.9  | 土居まさる     | 谷村新司 ↓ 谷村新司 ばんばひろふみ | 中田秀作            | 落合恵子                                          | せんだみつお        | 黒沢順一     |
| 1973.10 | 1974.9  | せんだみつお   | 谷村新司 ↓ 谷村新司 ばんばひろふみ | 落合恵子            | 土居まさる                                        | 黒沢順一            | 下田逸郎     |
| 1974.10 | 1974.12 | 落合恵子       | 谷村新司 ↓ 谷村新司 ばんばひろふみ | グレープ            | せんだみつお                                      | なべおさみ 水沢アキ | 梶原茂       |
| 1975.1  | 1975.9  | 落合恵子       | 谷村新司 ↓ 谷村新司 ばんばひろふみ | せんだみつお        | グレープ                                          | 山本雄二 水沢アキ   | 梶原茂       |
| 1975.10 | 1976.3  | 落合恵子       | 谷村新司 ↓ 谷村新司 ばんばひろふみ | せんだみつお        | グレープ                                          | 山本雄二            | （放送終了） |
| 1976.4  | 1977.3  | 落合恵子       | 谷村新司 ↓ 谷村新司 ばんばひろふみ | せんだみつお        | 甲斐よしひろ                                      | 井上順              | （放送終了） |
| 1977.4  | 1977.9  | 落合恵子       | 谷村新司 ↓ 谷村新司 ばんばひろふみ | せんだみつお        | なぎら健壱                                        | 山本雄二            | （放送終了） |
| 1977.10 | 1977.12 | 落合恵子       | 谷村新司 ↓ 谷村新司 ばんばひろふみ | 佐々木功            | なぎら健壱                                        | 山本雄二            | （放送終了） |
| 1978.1  | 1978.3  | 落合恵子       | 谷村新司 ↓ 谷村新司 ばんばひろふみ | （週替わり）        | なぎら健壱                                        | 山本雄二            | （放送終了） |
| 1978.4  | 1979.3  | かぜ耕士       | 笑福亭鶴瓶                         | 吉田照美            | 長谷川きよし                                      | 吉田拓郎            | （放送終了） |
| 1979.4  | 1979.9  | かぜ耕士       | 岸田智史                           | 吉田照美            | ふとがね金太                                      | 吉田拓郎            | （放送終了） |
| 1979.10 | 1979.12 | （不明）       | 岸田智史                           | 吉田照美            | ふとがね金太                                      | 吉田拓郎            | （放送終了） |
| 1980.1  | 1980.3  | 浜田省吾       | 岸田智史                           | 吉田照美            | ふとがね金太                                      | 吉田拓郎            | （放送終了） |
| 1980.4  | 1980.9  | 浜田省吾       | 岸田智史                           | 兵藤ゆき            | ふとがね金太                                      | 吉田照美            | （放送終了） |
| 1980.10 | 1981.3  | 桜田淳子       | 岸田智史                           | 兵藤ゆき            | 郷ひろみ アン・ルイス ↓ 郷ひろみ ピンク・レディー | 大友康平            | （放送終了） |
| 1981.4  | 1981.9  | やしきたかじん | 郷ひろみ                           | ぽん太 （小林寛子） | 大友康平                                          | ザ・ぼんち          | （放送終了） |

## 『さだまさしのセイ!ヤング』（1981年 - 1994年）

### 概要
1981年9月をもって、帯番組としての『セイ!ヤング』は終了し、後番組はそれまでのような若者向け深夜放送ではなくなった。
グレープ時代にパーソナリティを務めていたさだまさしは終了の方針を聞き、「若者向けの深夜番組が復活するまで、俺が（文化放送の）深夜放送の灯を守り続ける」と『セイ!ヤング』の名を引き継ぐ形で、同年10月10日より土曜深夜に『ナイト&ラブ さだまさしのセイ!ヤング』の放送を開始した（後に『さだまさしのセイ!ヤング』と改題） 。さだの話芸と、リスナーの投稿はがきに支えられて、1994年4月2日で終了するまで、放送期間12年半、放送回数600回を越える長寿番組となった。また、さだがはがきを読む際に「＊＊の＊＊さんから。いらっしゃーい」と言って土鈴を鳴らすことでも知られていた。

#### 生放送
さだは、年間百数十公演という多忙なコンサートツアーやレコーディングをこなしながら（さだはソロコンサート開催4000回超という日本記録を持っている）、原則として生放送で放送した。このため、当時長野県諏訪市に構えていた自宅の最寄である信越放送諏訪放送局やツアー先の最寄りの放送局、時には宿泊先のホテルから放送が行われることも多かった。
1986年1月18日の放送は、群馬県での公演を終えてすぐ、移動途中からでも生放送が出来るように中継車に乗って文化放送に向かったが、23時の時点で到着できず、文化放送まであと数百メートルという所で急遽イタリア料理店に入って生放送を始め、小声で痔の内容のはがきを読み始めた。しかし、ゲストの堀内孝雄が既にスタンバイしているとあって、改めてスタジオに向かうことにし、6分53秒の曲『もーひとつの恋愛症候群』（アルバム『自分症候群』収録）を流し、これとCMの間にさだはスタジオに入り改めて生放送を開始した。
1988年8月6日の放送は、長崎市内で行われたコンサート『夏 長崎から さだまさし』の終了後、長崎放送からの生放送だったが、さだが遅れて間に合わなかったため、本番組で月1回映画情報を担当していたおすぎと、当時のさだのマネージャー・廣田泰永がつないだ。23:30前にさだが到着し、コンサートのお礼などを話し始めたが、この日のコンサートの出演者だった松山千春も入り、さだ・松山・おすぎによる暴露のし合いなどでトークが盛り上がり、結局この日は1枚もはがきを読めずに番組が終わるという珍しい回となった。
なお、レコーディングやコンサートツアーなどの都合上、どうしても生放送ができない回は録音放送を行った。ただし、録音とは一切言わず、「諸般の事情」と称して放送した。この際には、後述する通常の生放送とは違う企画で放送されることが多かった。

#### 通りがかりの人々
公開番組ではなかったが、文化放送（新宿区若葉の局舎当時）からの放送時には「通りがかりの人々」としてファンがスタジオに入っていたこともある。これは住宅街にある局舎前に入り待ち・出待ちのリスナーが深夜たむろすることによる、周辺への影響を懸念した局側の特別措置であった。
公式に「スタジオに入って番組を見ることができます」と明言する公開放送ではなく、放送時間中に文化放送前に来てしまったリスナーをやむを得ず入れる形であるために、番組上は（半ばネタの意味合いも込めつつ）「文化放送内に入って第1スタジオの中を通るルートで徒歩移動中だったが、ふと脇を見るとさだまさしが番組をやっていたので」足を止めて見て笑っている、あくまでも通りかかっただけの人たちである、という設定がとられた。番組が終了する24時半は、終電も出てしまった時間ということもあり、この時間文化放送に来ること自体やその帰路についてもリスナー個々の自己責任での行動が求められた。止むなく行っていたこととはいえ、局やスタッフ側のリスナーへの一定の信頼と、その信頼に応えるべくマナー遵守を徹底したリスナー側、双方の関係が極めて良好であったからこそ可能になった稀有な例と言える。
後の『セイ!ヤング21』月曜日でも文化放送から公開を行ったが、情勢の変化による局舎保安上の問題や録音が多かったことなどから、「通りがかりの人々」の名前を残しつつも事前申込制となった。2020年代の現在においても、このような措置をとる局は存在しないといってよい。

#### さだ企画スタッフの出演
廣田泰永 （ひろた やすなが）
京都府出身。本職はさだのマネージャー。さだ企画内の芸名は「広田カス」。
さだのアシスタント（というよりは相方）を、なぜかマネージャーである彼が務め、そのとぼけたキャラクターでリスナーの人気を得ていた。廣田はコンサートツアー中に宿泊先が火事になった際、さだを置いて浴衣に革靴、両肩にショルダーバッグ姿で1人で逃げてしまったり（挙句、報道映像にその様子が映っていた）、とある新幹線の駅で乗車位置を間違え、乗るべき列車がまさし一行の前を通過してしまったなど、コンサートでも話のネタにされやすい人物である。『セイ!ヤング』終了後は、『(有) さだまさし大世界社』でもアシスタントを担当した。2005年リリースのさだのシングル『がんばらんば』のプロモーション・ビデオにもバックダンサーとして出演している。
山下純二 (やました じゅんじ)
長崎県島原市出身。さだのデビュー当時以来の事務所スタッフである。
「深夜の句会」では、彼が「山下暗庵」の号で独特の暗いギャグを放っており、彼のファンも多かった。さだとの「好きな作家は?」「太宰です」「好きな花は?」「彼岸花です」「好きなお遊びは?」「影踏みです」「好きな歌手は?」「稲葉喜美子です」「ご趣味は?」「亀の世話です」「好きな色は?」「どどめ色です」というやりとりが恒例になっていた。

#### 放送していたラジオ局
- 文化放送（土曜23:00 - 24:30）

以下の局は飛び乗り。
- 東海ラジオ（土曜23:30 - 24:30）- 同時ネット。開始当時は24:00までの同時ネット。
- 岩手放送（土曜24:00 - 24:30）- 同時ネット。
- ラジオ大阪（土曜25:00 - 25:30）- 岩手放送分を時差ネット。1989年3月まで。
- 毎日放送（土曜24:30 - 25:30）- 東海ラジオ分を時差ネット。1989年4月から。
  - それ以外の局については、時期によるネットの有無や時間帯の変更があったものの、プロ野球シーズンオフ編成では概ね日曜21時からの60分、あるいは月曜21時30分からの30分に編集したものが遅れ放送されていた。なお、さだの出身地である長崎放送では、日曜深夜に60分に編集したものが遅れ放送されていた。

### 主なコーナー
ここでは主に番組末期の1990年代初頭のものを記す。さだは1枚でも多くリスナーのはがきを紹介することを優先していたため、シンガーソングライターがやっている番組なのにもかかわらず、歌がほとんどかからない回も多かった。また、さだの妹の佐田玲子がゲストとして来ることも多かった。

#### 23:00 - 23:30
23時台提供はヤクルト→東鳩製菓（現東ハト）。
オープニング
ネットの関係で番組は3つのゾーンに分かれていたが、テーマ曲『夜明けが来る前に』はここでのみ流れた。なお、さだはオープニングトークをほぼ必ず『夜明けが来る前に』が終わるのと同時に終わらせていた（後にさだが担当した『セイ!ヤング21』月曜日でも同様）。彼の話芸が発揮された一つの例である。
あなたも文化放送広報部　新聞発表のコーナー
新聞の番組欄に掲載されるサブタイトル（1行分の9文字）を公募するコーナー。採用者には、1ヶ月の新聞代相当として3500円（後に4000円）の図書券と、その日の番組欄の超拡大コピーがプレゼントされた。コーナー名にちなんで、グレープ時代の楽曲『朝刊』のイントロがオープニングに使われていた。採用されたネタは「幸か不幸か甲府から」「人生楽ありゃQRさ」（QR＝文化放送）のように、さだが放送を行う地名や放送局を絡めた駄洒落が多く、時には「頭にまだKRY」（KRY＝山口放送）のような、さだの自虐ネタも採用されていた。最終回では、当時大流行していたサントリーモルツのCMソングの「うまいんだな、これが」に掛けて「終わるんだなこれが」というサブタイトルが採用された。
廣やんのすぐそこで見てきたようなプロ野球ニュース
タイトルの通り、廣田が当日のプロ野球の試合結果を伝えるコーナー。さだはヤクルトスワローズのファンで、優勝時にはスワローズの選手が電話で出演したこともある。
おはがき大紹介
「普通のお便り」紹介コーナー。コーナーのオープニングは、さだの楽曲『絵はがき坂』のイントロでスタート。
このコーナーのあと、『天までとどけ』のピアノ演奏が流れ、さだが「大阪、名古屋の皆さんを待ちましょう」と言って23:30となる。

#### 23:30 - 24:00
飛び乗りの東海ラジオ・MBSラジオリスナー向け挨拶
番組アタック（ジングル）に続けて「大阪・名古屋の皆さんいらっしゃーい、さだまさしです。」と始まっていたが、後に「大阪・MBSラジオ（時期によっては「毎日放送」と読んだこともある）、名古屋・東海ラジオでお聴きの皆さんいらっしゃーい」に改められる。両局のエリアはそれぞれ近畿と中京の広域圏であり、大阪市（大阪府）、名古屋市（愛知県）のリスナーだけではないこと、他の地方のリスナーも韓国局の混信が強い文化放送を避け両局を聴いていた人がいた関係とみられるが、理由については特に明言されていない。
お茶飲み話笑科大学
通称「お茶笑大」。毎月テーマを決めたネタはがきコーナー。このコーナー開始のBGMは、当番組終了後の24:30から始まる『大学受験ラジオ講座』にあやかり、ブラームスの『大学祝典序曲』が流れた。
初回投稿時ははがきに｢入学希望｣と記し、はがきの採用と入学許可を得たら（ごく稀に不許可になる場合もある）、次回の投稿から｢1回生 単位無し｣｢2回生 1/3｣などと自分の回生（学年）と取得単位数を自己申告する。1回採用されると単位が1/3もらえ、3/3で次の回生に進む。一般大学同様に進級していき、「4回生 3/3」で卒業試験を受ける。大学院も設定されていて、学部卒業試験に合格すると修士課程に進み、さらに優秀な成績を修めると博士課程に進める。ただし、度を過ぎて下品なネタや、学長であるさだの逆鱗に触れる作品があった場合は、さだから投稿者へ「謹慎」（次週の投稿禁止）や「落第」（降格処分）が宣告されることもあった。
スタジオ内にいる人々の笑いを取った作品には、「成績優秀生」として千円分の図書券、その中でも最も笑いが多かった作品には「特待生」として5千円分の図書券を贈呈し、1回生分進級できる。
逆にテーマの趣旨から外れたり、大スベリした作品には「大たわけ賞」として、ことわざの「味噌で顔を洗え」の意味で、本物の味噌が贈られる。この場合の進級は1/3回生分のみだった。
定番だったテーマには、会話ネタや一言ネタで笑いをとる「3秒笑劇場」や、普通・明るい・暗いという3段オチを作る「陰陽THEワールドin○○（収録地）」などがあった。これらのテーマは、後の「ハー大」「国技館」にも引き継がれた。
国際ハーベスト大学
通称「ハー大」。「お茶笑大」を受け継いだネタはがきコーナー。「ハーベスト」とは東鳩のビスケットの製品名である。冒頭のタイトルコールでは、「ハーベスト」の特長とコーナーの内容を指して、さだが「薄さの中に品がある」と言うのが恒例だった。
「入学希望」から卒業まで目指すところは「お茶笑大」と同様だが、1回生からの単位取得方法は内容の面白さでの「松（10点）・竹（5点）・梅（3点）」の得点形式となった。10点獲得のたびに次の回生に進級するが、端数は持ち越されない（例えば梅を2回取得（6点）し、次に竹（5点）を取得しても余った1点は切り捨て）。4回生修了時に卒業試験を行ない、晴れて卒業となったら後述の｢お笑い国技館｣に｢幕下付出し｣として異動となる。番組末期に「国技館」へ統合されるという形で終了した。
「お茶笑大」と異なり、最も笑いが多かった作品のみ「ハーベスト大賞」として、東鳩製品の詰め合わせを贈呈する。そのため、全体的に笑いがイマイチだった週は「該当作無し」なることもあった。
普段は「梅」「竹」が多かったが、佐野量子がゲストのときは普段は「竹」相当の作品でも「松」評価となった。これは佐野が当時武豊との交際が報道されたばかりだったため、「たけ」を避けたのだが、採点役の廣田が最後の作品の時に「竹」と京都弁で言ってしまい、スタジオを騒然とさせた。
お笑い国技館
「ハー大」同様ネタはがきコーナー。こちらは相撲になぞらえた昇進システムを取り、「入門希望」から「横綱」を目指す。フォッサマグナを境界とする東日本および九州のリスナーは「佐田ヶ嶽部屋」に、九州を除く西日本のリスナーは「カス野部屋」に所属という設定があった。さだの評価によって番付が上がるが、番付上位のリスナーは降格する場合もあった。また、十両に昇進したリスナーは出身地にちなんだ四股名を与えられ、以降はこのコーナーに限り四股名で投稿することが義務付けられ、その代わりに住所の省略が可能となった。ちなみに横綱は、番組の最終回に1人誕生したのみで終わった。
これらネタはがきコーナーは、後の『セイ!ヤング21』月曜日でも江戸落語の昇進システムを用いた「お笑い三流亭」、料理人としてシェフを目指す「お笑いリストランテ」が放送された。
ほほえみポスト
さだがパーソナリティを務めていた文化放送の平日帯 昼ワイド番組『さだまさしのラジオまっぴるま』の同名コーナーを当番組へ移行した。さだの『案山子』のインストゥルメンタル・ヴァージョンがBGM。子供にまつわる、ほのぼのエピソードを紹介する。採用の記念品は東鳩製品の詰め合わせ。
コーナーの後は何枚か普通のはがきを読み、廣田マネージャーやゲストなどとフリートークをしていた。その後『主人公』のピアノ演奏が流れ、さだが「岩手の皆さんを待ちましょう」と言って、24:00となる。

#### 24:00 - 24:30
一時期この枠は消滅するが、リクルート提供（クレジット上は海外旅行情報誌「AB-ROAD」名義）で『さだまさしのセイ!ヤングアネックス』として復活する。ここで紹介するのは主に「アネックス」時代のコーナーである。番組末期のスポンサーは、当時さだがテレビCMのキャラクターを務めていたダスキンが務めた。
飛び乗りの岩手放送リスナー向け挨拶
当初は23:30の挨拶同様に「岩手の皆さん…」だったが、後に「岩手放送でお聴きの皆さん…」に改められる。
ラジオドラマ『グレープ物語』『天正少年使節』など（不定期）

かつさんのクイズ「いっすよー」
リクルートが当時出資していた岩手県の安比高原リゾートにあるホテル安比グランドの支配人、勝マサユキ（さだの友人でもある）をクイズ出題者として電話出演させて、同じく電話出演のリスナーに回答させたもの。岩手放送へのアネックス枠のみのネットは、このコーナーがある関係である。
八十秒間世界一周
クイズ「いっすよー」に代わって開始。リクルートの海外旅行情報誌「AB-ROAD」にちなみ、テーマに沿った海外旅行エピソードなどを募集したコーナー。
セイ!ヤング アタック
いわゆるジングルを文化放送ではアタックと称す。「深夜の句会」前のCM明けアタックのみ、主にさだの曲や過去の番組内容から編集してリスナーが作ったネタテープをオンエアしていた。採用記念品は、番組オリジナルテレホンカードと新品のカセットテープであった。
深夜の句会
名物コーナー。毎回お題に合わせたリスナーの俳句（というより川柳）を紹介する。暗いネタ担当選者の山下暗庵、下らないネタ担当の廣田御免、そして佐田我慢（さだ）が主要な選者だった。初期には、山下らと同じさだ企画のスタッフである金山たかしが「金山裸丼」の号で選者を務めていた。
さだまさし総合文化研究所
通称「さだ総研」。月ごとの研究テーマに対し、リスナーから自由投稿によるレポートを紹介。深夜の句会と入れ替わって開始。若干内容を変えつつ、後の『(有) さだまさし大世界社』『セイ!ヤング21』でも放送された。
ちょっといっぷく
後にディレクターの名を取った「神蔵のくれた5分」（さだの『神様のくれた5分』のもじり）、「青山カフェ」などに変わった。
ウヒョヒョヒョのコーナー
「ハー大」や「国技館」でも活躍したはがき職人で当時東大生だった畑中隆爾（現在は弁護士となっている)が書いてきたはがき（東大で飼っている鶏の鶏冠の触感が思わず「ウヒョヒョヒョ」と言ってしまいたくなるという内容）が発端となり、「ウヒョヒョヒョ」と言いそうになるものをテーマにしたコーナー。元々レギュラーコーナーとするつもりはなく数週で終了。
ラストレター
さだの『セロ弾きのゴーシュ』のインストゥルメンタル・ヴァージョンがBGM。
最後のはがきは基本的にしんみりしたり、感動したりするような、真面目な内容のはがきが多かった。ちなみにさんざんギャグを言ったあと、真面目なはがきでしめる、というのは中島みゆきの深夜番組などでも行われていたスタイルである。
今週のピカイチと大たわけ
「お茶飲み話笑科大学」での「特待生」「大たわけ賞」を番組全体に適用したもので、エンディングにて発表される。その週で読まれた投稿や話題になった人物から、もっとも秀逸なものには「ピカイチ」として記念品が、もっともくだらないものには「大たわけ」として味噌が贈られた。味噌を贈るのは、前述した通りことわざの「味噌で顔を洗え」に由来する反省を促す意味の冗談で、たまにさだが「本当に実行しないように」とたしなめていた。
今週の大分合同新聞「ミニ事件簿」のコーナー
大分合同新聞の夕刊に連載されている「ミニ事件簿」をさだが朗読する。これは、小規模の事件や警察官・記者の身の回りの出来事など、通常は記事とならない程度の事柄を取り上げたコラムで、全国紙でこれに相当するものには朝日新聞の「青鉛筆」がある。文章の最後に「怒り心頭の警官はプリプリ!」など、およそ新聞では表現しない文体に魅せられたさだが、毎週夕刊を取り寄せて紹介した。『セイ!ヤング』終了後は『(有) さだまさし大世界社』でも取り上げたほか、コンサートでのトークネタになることもしばしばであった。一連のさだの功績により、全国的にも一定の知名度を持つコラムとなった。
なお、2020年3月31日をもって大分合同新聞は夕刊を廃止したため、「ミニ事件簿」も終了となった。現在は、同新聞の日刊、および公式サイト（閲覧には同新聞のデジタル版プランへの加入が必要）にて、同様の趣旨のコラム「びびんこ 地域発ミニ事件簿」が連載されている。びびんこは、大分弁で肩車の意味である。

### 「プルタブを集めて車椅子」企画
1988年頃、当時はアルミニウムの価格が比較的高かったので、捨てられているアルミ缶を集め、廃品回収・リサイクル業者に売却し、その売却益で車椅子を購入し寄付しようというボランティア企画が番組内で行われた。当時はまだアルミ缶が少なく、またアルミニウムのリサイクルはアルミニウムを生産するよりも電力消費量が格段に少なく済むため環境に優しいという配慮もあった。
東京都新宿区内のさだまさしの関係する施設（店舗）が一次集積場所とされたが、遠隔地在住の番組リスナーに対してはアルミ缶を宅配便などで送ることは、送料等がむしろ高コストになることからしないよう呼びかけ、どうしても協力したいリスナーは番組に対するメッセージを送る封書に、プルタブ（プルトップ）を同封することで、余計な送料をかけずに参加するよう呼びかけられた。当時のプルタブは缶から外れる構造だったため、プルタブの散乱も社会問題となっていた背景もあった（1990年代以降は、缶から外れにくいステイオンタブ式が主流となったため、プルタブが散乱する問題はほとんどなくなった）。
やがて番組企画は終了したが、現在も小学校を中心に番組企画と同様にアルミ缶を回収、あるいは短絡的に捉えステイオンタブ式のプルトップのみをわざわざもぎ取って回収を行うボランティア活動が行われることがある。また一部では「プルトップを集めれば車椅子に交換してもらえる」といった都市伝説が生まれることにもなった。

### シリーズの中断とその後
1994年4月改編から『Come on FUNKY Lips!』がスタートするによって若者向け深夜放送が帯番組で復活の運びとなりさだの公言していた「文化放送の深夜放送の灯をともし続ける」目的が達成され、また『大学受験ラジオ講座』が平日から土日のみの放送に移行するため『セイ!ヤング』枠が消滅することや、さだが生放送でのスタイルで喋り続けることが年齢的にきつくなり本業である歌手活動に差し支えるおそれがあったことなどが重なり、番組降板を示唆。その結果、1994年4月をもって『さだまさしのセイ!ヤング』は終了し、『セイ!ヤング』自体も1969年6月～1981年9月の帯番組時代と合わせて24年10ヶ月にも渡る歴史に一度幕を降ろした。
さだは本番組終了後の1994年4月から1998年3月に、この番組のコンセプトを応用した録音番組『(有) さだまさし大世界社』（土曜15:00 - 15:55）を担当した。また、2006年元日未明にNHK総合テレビで放送された『新春いきなり生放送!!「年の初めはさだまさし」』は、この番組をテレビ上で再現しようというコンセプトであり、その後も『今夜も生でさだまさし』として月1回ペースで放送されている（詳細は同番組の項目を参照のこと）。2009年末にさだが年越しコンサートを開始して以降は文化放送はコンサートの中継（ 『さだまさしカウントダウンスペシャル』 ）を行うようになり（東海ラジオにも同時ネット）、一部時間帯はコンサート終了後に生放送を行う『年の初めはさだまさし』との同時放送を行うこともある。
一方、『セイ!ヤング』は、2001年10月に『セイ!ヤング21』が放送されるまで、7年半中断されることとなった。

## セイ ヤング 40th Anniversary
セイ!ヤング放送開始から40年を記念して、文化放送では聴取率調査週間である2009年6月12日夜に『さだまさしのセイヤング』、6月19日夜には『泉谷しげるのセイヤング』として久々に放送が行われた。

## ヴァイナル・ミュージックSP いとうあさこのセイ!ヤング
2022年4月1日、文化放送 開局70周年ウィークの一環として、『ヴァイナル・ミュージックSP いとうあさこのセイ!ヤング』を同日 3:00 - 5:00に放送した。番組テーマ曲はセイ!ヤング同様、『夜明けが来る前に』ロック調のアレンジバージョン。

## テーマソング
『夜明けが来る前に』
作詞：なかにし礼、作曲：鈴木邦彦、歌：スクールメイツ。別名：セイ!ヤングのテーマ。
この曲は2種類のバージョンがある。
- 1つは「歌」を重視したゆっくりとした速さのバージョンで、歌詞も4番まである。
- もう一つは、ロック調のアレンジバージョンであり、歌詞も1番のあとカラオケが入りすぐに終わる2分間のバージョンである。

ロック調のアレンジバージョンについてはCD化されている。
- 『SHOW WA!ギャグ・ジャンボリー』（『セイ!ヤング』末期から『さだまさしのセイ!ヤング』を経て『セイ!ヤング21』まで使用されているバージョンを収録）
- 『ベスト・オブ・スクールメイツ』（3番まである、およそ3分弱の長さのものを収録）

『夜を横切る君には』
作詞：松本隆、作曲：吉田拓郎、歌：滝ともはる。（1979年4月? - ）。

『輝きのファンタジア』
都倉俊一グランドオーケストラ。（1980年）。

## 当番組終了後の「セイ!ヤング」シリーズ
レギュラー放送
- セイ!ヤング21
『セイ!ヤング』の21世紀版。現在は『甲斐よしひろのセイ!ヤング21』として放送中。

その他
- セイ!ヤング ネクステージ
- Say!You Young
『セイ!ヤング』のデジタル＆声優版。地上デジタルラジオ「超!A&G+」の期間限定番組。
- セイ!ヤング・オールナイトニッポン Are you ready? Oh!
2010年11月 - 2011年3月に放送。かつて裏番組として熾烈な戦いを繰り広げた『オールナイトニッポン』（ニッポン放送）との合同企画で、2011年に行われたライヴの前座番組。土曜 20:30から1時間放送され、前半の30分を文化放送で、後半の30分をニッポン放送でオンエアするリレー形式を取った。
- 『セイ!ヤング 55周年特別番組』
文化放送 開局記念日特別番組として、2024年3月31日 10:00 - 12:40に放送。10:55 - 11:00・11:55 - 12:00は文化放送ニュース、天気予報、交通情報。11:40 - 11:55は通販番組『今旬! いいもの百貨店』を内包。
10時台、11時台の第1部は落合恵子、12時台の第2部はみのもんたがパーソナリティを務めた。

テレビ番組
- 吉田照美のラジオなテレビ〜伝説のラジオ番組「セイ!ヤング」が一夜限りでBSに復活!〜
2016年9月25日（21:00 - 22:24）にBS日テレで放送された特別番組で、本番組を初めてテレビ番組として放送した。吉田照美がMC（パーソナリティ）を担当し、ばんばひろふみ、松本伊代、早見優、なぎら健壱といったゲストが登場。この他、VTRゲストとして所ジョージが出演した。

### さだのセイ!ヤングのプロットを生かした後継番組
- (有) さだまさし大世界社（東海ラジオ、ABCラジオなどへネットした）
- さだまさし セイ!シュン49.69（同上　長崎放送などへネットした）
- さだまさしカウントダウンスペシャル（同上）
- さだまさし 1時の鬼の魔酔い（東海ラジオ制作。文化放送、長崎放送など、NRN系列の民放ラジオ局へネットしている）
- さだまさし50周年スペシャル企画・さだは文化だ!! さだの50曲!!Special
  - 文化放送は2023年10月18日、10月25日 19:00 - 21:00。東海ラジオは矢場とん協賛で同年10月24日、10月25日 19:00 - 21:00に生放送（東海ラジオは前編のみ録音放送）。